# ナパ郡 (カリフォルニア州)

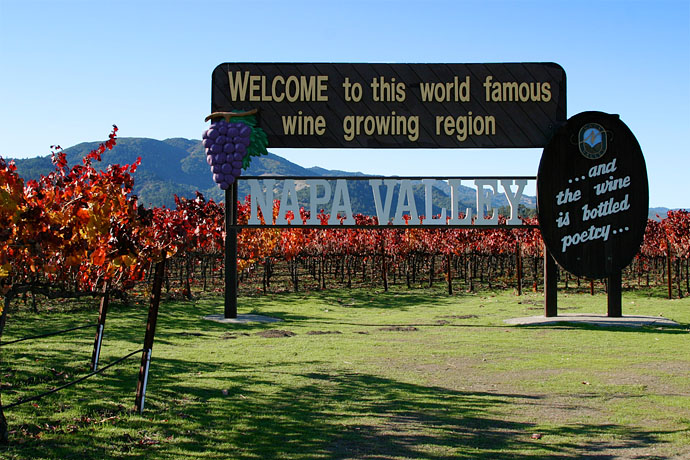
ナパ・バレーはワインで有名

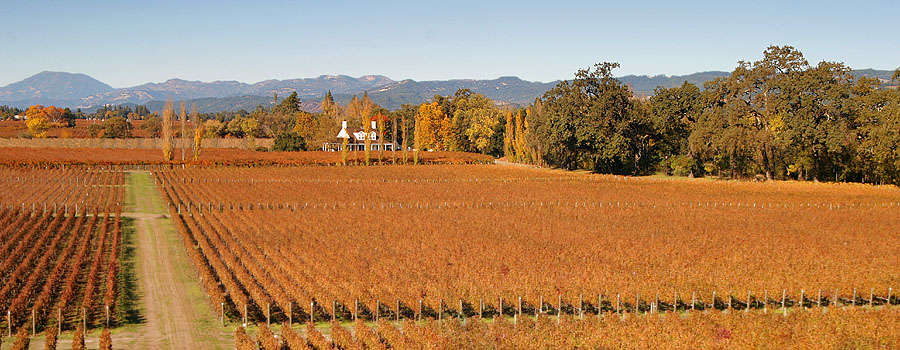
ナパ・バレーのブドウ園

ナパ郡（Napa County）は、アメリカ合衆国カリフォルニア州サンフランシスコ・ベイエリアの北部に位置する郡である。人口は13万8019人（2020年）。郡庁所在地はナパである。

## 歴史
ナパ郡は、カリフォルニア州が1850年に設立された当時の原形郡の1つであり、区域の一部は1861年にレイク郡に譲渡された。
この「ナパ」という言葉は先住民言語に由来し、"魚"を意味するとされたり、"馬"であるとされたりしているが、同地域で話されていたウィントゥン語やワッポ語、ミウォク語にはそのような単語が見られず、語源は不明である
。

## 地理
アメリカ合衆国統計局によると、この郡は総面積2,040 km2 (789 mi2) である。このうち1,940 km2 (748 mi2) が陸地で100 km2 (40 mi2) が水地域である。総面積の5.1%が水地域となっている。ナパ川が郡内を流れている。

## 人口動静
2000年国勢調査で、この郡は人口124,279人、45,402世帯、及び30,691家族が暮らしている。人口密度は64/km2 (165/mi2) である。25/km2 (64/mi2) の平均的な密度に48,554軒の住居が建っている。この郡の人種的構成は白人79.98%、アフリカン・アメリカン1.32%、先住民0.84%、アジア2.97%、太平洋諸島系0.23%、その他の人種10.95%、及び混血3.71%である。人口の23.67%がヒスパニックまたはラテン系である。
この郡内の住民は24.10%が18歳未満の未成年、18歳以上24歳以下が8.50%、25歳以上44歳以下が27.70%、45歳以上64歳以下が24.30%、及び65歳以上が15.40%にわたっている。中央値年齢は38歳である。女性100人ごとに対して男性は99.60人である。18歳以上の女性100人ごとに対して男性は97.40人である。
この郡の世帯ごとの平均的な収入は51,738米ドルであり、家族ごとの平均的な収入は61,410米ドルである。男性は42,137米ドルに対して女性は31,781米ドルの平均的な収入がある。この郡の一人当たりの収入 (per capita income) は26,395米ドルである。人口の8.30%及び家族の5.60%は貧困線以下である。全人口のうち18歳未満の10.60%及び65歳以上の5.60%は貧困線以下の生活を送っている。

## 主な都市
市
- ナパ（郡庁所在地）
- アメリカンキャニオン
- セントヘレナ
- カリストガ

町
- Yountville

CDP
- Angwin
- Deer Park

## ナパバレー・ワイン醸造所
ナパ・ヴァレーはカリフォルニアワインの産地であり、広大なブドウ園や大小のワイナリーが存在する。ワインカントリー (カリフォルニア州)も参照。
- Artesa Winery
- Atlas Peak Vineyards
- Beaulieu Vineyards
- Beringer Blass Wine Estates
- Cakebread Cellars
- Carneros Creek Winery
- Chimney Rock Winery
- Clos du Val
- Colgin Cellars
- Domaine Chandon
- Duckhorn Vineyards
- Dutch Henry Winery
- Frank Family Winery
- グーズクロス (Goosecross Cellars)
- ガーギッチ・ヒルズ (Grgich Hills)
- HALL
- Kongsgaard
- Charles Krug
- Merryvale Vineyards
- ロバート・モンダヴィ
- イングルヌック
- オーパス・ワン
- Rutherford Hill Winery
- Shafer Vineyards
- SPOTTSWOODE
- Stag's Leap Wine Cellars
- Stags' Leap Winery
- Sterling Vineyards
- Stony Hill Vineyard
- Turnbull Wine Cellars
- V. Sattui

## 交通機関
- ナパ郡空港：日本航空の訓練所が2010年まで存在した。
- ナパバレー・ワイントレイン：観光鉄道。